# إيمان العاصي
إيمان العاصي (28 أغسطس 1985 -)، ممثلة مصرية.

## عن حياتها
درست إدارة الأعمال، بداية عملها بالفن جاءت بالصدفة عندما ذهبت لأخذ مجموعة صور لها وحين انتهي المصور من تصويرها، طلب منها أن ينشـر إحدى الصور في أحد المجلات النسائية ووافقت ونشرت الصورة في المجلة شاهدها المخرج «خالد بهجت» علي غلاف المجلة ورشحها لقيام بدور ابنه الفنانة رغدة في مسلسل (امس لا يموت) عام 2003 وجاء الترشيح بسبب التشابه بينهما، إلى أن جاء ترشيحها مرة أخرى في عام 2005 من جانب المخرج هيثم حقي لمسلسل أحلام في البوابة مع الفنانة سميرة أحمد، إلى أن جاءت الفرصة الحقيقة لها عندما رشحتها المخرجة «رباب حسين» لمسلسل «حضرة المتهم أبي» أمام الفنان «نور الشريف» وعلي الرغم من انشغال «إيمان» في هذه المرحلة إلا أن إصرار المخرجة «رباب حسين» عليها فإنتظرتها حين تنهي جميع أعمالها لاقتناع المخرجة بها، وشاركت أيضا في عدد من الأعمال الدرامية منها «رجل وإمرأتان» مع الفنان فاروق الفيشاوى والفنانة دلال عبد العزيز، و «دعوة فرح» مع الفنانة سميرة احمد والفنان عزت العلايلي، «حق مشروع» مع الفنانة عبلة كامل والفنان حسين فهمى... إلى ان جاء ترشيحها للقيام باول بطوله لها في مسلسل «حب لا يموت» مع الفنان محمد رياض والفنان احمد راتب ومن بعدها شاركت في بطولة عدد من الأعمال الدرامية منها (السبع بنات – قانون عمر – لمس اكتاف _ مملكة ابليس «الحساب يجمع» مع الفنانة يسرا ... لقبها الجمهور بـ " أميرة الدراما " كما شاركت في بطولة عدد من الأعمال السينمائية منها (مسجون ترانزيت – مقلب حرامية – حماتي بتحبني – الخلبوص – باباراتزى.. وشاركت أيضا في بطولة المسلسلات الاذاعية (قلقاسة في وكالة ناسا، لا سحر ولا شعوذا)

### حياتها الأسرية
في بداية عام 2010 تزوجت «إيمان العاصي» من رجل الأعمال «نبيل سمير زانوسي» و انفصلت عنه الانفصال في نفس العام  أنجبت منه ابنتها الوحيدة «ريتاج»

## أعمالها

### الأفلام
- 2008: مسجون ترانزيت
- 2009: مقلب حرامية
- 2014: حماتي بتحبني
- 2015: باباراتزي
- 2015: نوم التلات
- 2015: الخلبوص
- 2017: هروب اضطراري
- 2018: مولانا
- 2018: حرب كرموز
- 2022: فارس

### المسلسلات
- 2003: أمس لا يموت
- 2005: أحلام في البوابة
- 2006: رجل وامرأتان
- 2006: قضية نسب
- 2006: دعوة فرح
- 2006: حضرة المتهم أبي
- 2007: حق مشروع
- 2009: الأدهم
- 2012: الهروب
- 2012: 9 جامعة الدول
- 2013: الركين
- 2014: شارع عبد العزيز (ج2)
- 2014: دكتور أمراض نسا
- 2014: الإكسلانس
- 2015: حب لا يموت
- 2016: السبع بنات
- 2017: الدخول في الممنوع
- 2017: الحساب يجمع
- 2018: قانون عمر
- 2018: أبو عمر المصري
- 2019: نصيبي و قسمتك 3 (حكاية كله بالحب)
- 2019: لمس أكتاف
- 2020: مملكة إبليس
- 2020: بخط الإيد
- 2021: الدايرة
- 2021: إلا أنا 2 (حكاية طعم الدنيا)
- 2022: الاختيار 3
- 2023: جعفر العمدة
- 2024: برغم القانون

### المسلسلات الإذاعية
- 2009: قلقاسة في وكالة ناسا
- 2017: لا سحر ولا شعوذة

### برامج
- 2008: طرطأ وفنجل
- 2011: ماكنش يومك
- 2012: ديسك النجوم
- 2013: رامز عنخ آمون
- 2014: معكم منى الشاذلي
- 2014: لعبة الأجزخانة
- 2014: قلبك أبيض
- 2014: فؤش في المعسكر
- 2014: أحلى مسا
- 2015: الليلة دي
- 2015: هبوط اضطراري
- 2016: هاني في الأدغال
- 2019: رسايل
- 2023: رامز نيفر إند

## وصلات خارجية
- إيمان العاصي على موقع IMDb (الإنجليزية)
- إيمان العاصي على موقع الدهليز
- إيمان العاصي على موقع قاعدة بيانات الأفلام العربية
- إيمان العاصي على موقع قاعدة بيانات الفيلم (الإنجليزية)

* ايمان العاصي علي موقع مصر كونكت